# Máloštětinatci

Příčný řez tělem. 1. střevo, 2. typhlosolis 3. štětinky, 4. kutikula, 5. krevní oběh, 6. příčná svalovina, 7. podélná svalovina, 8. septum, 9. sběrný kanálek, 10. metanefridie, 11. nervová páska

Máloštětinatci (Oligochaeta) je třída kroužkovců. Druhotně ztratili parapodia (dvojlaločné krátké výběžky se štětinami), pozůstatkem jsou jen 4 páry štětinek, které slouží k pohybu.

## Popis
Mají válcovité tělo. Na povrchu se nachází pokožka, nad kterou se nachází silná vrstva kutikuly, která chrání pokožkové buňky. V 1/3 těla se nachází zduřelý článek zvaný opasek (clitellum), který vylučuje sekret a pomáhá ke spojení dvou jedinců. Jsou v něm také chráněna vajíčka. Máloštětinatci dýchají celým povrchem těla. Máloštětinatci mají tyflosolis (zvětšení plochy pro vstřebávání) a vápenité žlázy, které mají funkci neutralizace kyselé potravy. Nachází se ve stěně žaludku. Cévní soustava je u nich uzavřená, nervová soustava je gangliová a žebříčkovitá. Máloštětinatci jsou proterandričtí hermafrodité (to znamená, že spermie dozrávají dříve než vajíčka), vývin je přímý.

## Čeledi
Řády a čeledi máloštětinatců:
- řád Haplotaxida
  - čeleď Haplotaxidae – pastrunovcovití
  - čeleď Microchaetidae
- řád Opisthopora Michaelsen, 1930 – žížaly
  - čeleď Criodrilidae Vejdovský, 1884
  - čeleď Eudrilidae Claus, 1880
  - čeleď Ailoscolecidae Bouché, 1969 – žížalovití
  - čeleď Glossoscolecidae Michaelsen, 1900
  - čeleď Hormogastridae Michaelsen, 1900
  - čeleď Lumbricidae Rafinesque-Schmaltz, 1815 – žížalovití
  - čeleď Acanthodrilidae Claus, 1880 – žížalovití
  - čeleď Megascolecidae Rosa, 1891
  - čeleď Ocnerodrilidae Beddard, 1891
  - čeleď Octochaetidae Michaelsen, 1900
  - čeleď Sparganophilidae Michaelsen, 1921
- řád Lumbriculida – žížalice
  - čeleď Kurenkovidae
  - čeleď Lumbriculidae – žížalicovití
- řád Tubificida – nítěnkovci
  - čeleď Enchytraeidae Vejdovský, 1879 – roupicovití
  - čeleď Propappidae
  - čeleď Dorydrilidae
  - čeleď Naididae – naidkovití
  - čeleď Parvidrilidae
  - čeleď Tubificidae – nitěnkovití
- řád Capilloventrida
  - čeleď Capilloventridae
- řád Moniligastrida
  - čeleď Moniligastridae

## Zástupci
- žížala obecná
- žížala hnojní
- Dendrobaena veneta
- roupice bělavá
- žížalice pestrá
- Enchytraeus buchholzi
- naidka chobotnatá
- nitěnka obecná